# Convallariaceae
Classification APG (1998)
Famille
Classification APG II (2003)
Classification APG III (2009)
Les Convallariaceae sont une famille de plantes monocotylédones qui comprend environ 65 espèces réparties en 11 genres:
- Aspidistra, Convallaria, Heteropolygonatum, Liriope, Lourya, Maianthemum, Ophiopogon, Peliosanthes, Polygonatum, Reineckea, Smilacina, Tupistra.

Ce sont des plantes herbacées, pérennes, rhizomateuses ou tubéreuses, aux feuilles bien développées. C'est une famille largement répandue dans l'hémisphère Nord. 
Parmi les plantes de cette famille, en France, on peut citer:
- le muguet de mai (Convallaria majalis),
- les sceaux de Salomon du genre Polygonatum,
- le maïanthème à deux feuilles du genre Maianthemum.

## Étymologie
Le nom vient du genre Convallaria, issu à fois du grec et du latin, pour sa partie latine convalis, « vallée encaissée » et pour sa partie grecque du grec ancien λειριον / leirion, lis, qui a donné par syncope linguistique convallaria, littéralement « lis de vallée ».

## Classification
Cette famille existe dans très peu de classifications.
En classification classique de Cronquist (1981), les genres de cette famille sont classés parmi les Liliaceae.
Elle existe dans la classification phylogénétique APG (1998).
En classification phylogénétique APG II (2003) cette famille est invalide et ses genres sont incorporés dans d'autres familles (Eriospermaceae, etc.) au sein de la famille des Ruscaceae (ou des Asparagaceae, selon la dénomination choisie).
En classification phylogénétique APG III (2009) cette famille est invalide et ses genres sont incorporés dans Asparagaceae.